# اليوسفي (فلم)
اليوسفي (بالإنجليزية: Tangerines) (بالجورجية: მანდარინები) (بالإستونية: Mandariinid) هو فيلم دراما، وحرب إستوني جورجي 2013 من إخراج وإنتاج وكتابة «زازا أروشادزي»، تدور أحداث الفيلم خلال حرب أبخازيا 1992-1993، وهو عبارة عن قصة أخلاقية تتناول قضايا الصراع والمصالحة والسلمية، وتم تصويره في منطقة جوريا في جمهورية جورجيا. تم ترشيح الفيلم لجائزة أفضل فيلم بلغة أجنبية في حفل توزيع جوائز الأوسكار السابع والثمانين، وكان أيضا من بين الأفلام الخمسة المرشحة في حفل توزيع جوائز جولدن جلوب 72 لأفضل فيلم بلغة أجنبية.

## خلفية عن الأحداث
كانت الحرب في أبخازيا بين عامي 1992 و 1993 قد دارت بين قوات الحكومة الجورجية وبين القوات الإنفصالية الأبخازية (جورجيا: دولة ذات سيادة في منطقة جنوب القوقاز، في غرب آسيا، قبل وقت قصير من إنهيار الإتحاد السوفيتي، أعلنت جورجيا إستقلالها في 26 أيار 1991، وفرضت سيطرتها على مناطق مثل أبخازيا وأوسيتيا الجنوبية التي كانت تصنف على أنها أقاليم الحكم الذاتي في إطار الإتحاد السوفياتي)، طرد ما يقرب من 230-250 ألف من الجورجيين من أبخازيا من قبل الإنفصاليين الأبخاز ومتطوعين من شمال القوقاز في الفترة بين عامي 1992-1993.

## طاقم التمثيل
- ليمبيت أولفساك: في دور ايفو (نجار ومزارع مسن من إستونيا يعيش في أبخازيا)
- جيورجي ناكاشيدزه: في دور أحمد (مقاتل مأجور من الشيشان يحارب مع الأبخازيين)
- ايلمو نوجانين: في دور مارجوس (مزارع من إستونيا يزرع اليوسفي)
- ميخيل مسخي: في دور نيكا (مقاتل من جورجيا)
- رايفو تراس: في دور جوهان
- زورا بيغاليشفيلي: في دور جندي
- داتو خخدزه: في دور جندي
- جانو إيزوريا: في دور جندي
- جيا جوجيشفيلي: في دور جندي
- فامخ جانجيدزه: في دور جندي
- ألكو بيغاليشفيلي: في دور جندي
- تيمو خوتسيشفيلي: في دور جندي
- جيورجي تسافا: في دور ضابط
- دينيس خليبوف: في دور جندي
- فيكتور جيجيشيدزه: في دور جندي [10]

## أحداث الفيلم
يقوم إيفو (ليمبيت أولفساك) بتقطيع أخشاب في ورشتة للنجارة، في إحدى قرى أبخازيا، يظهر اثنان من المرتزقة الشيشان المسلحين يقاتلان إلى جانب الإنفصاليين الأبخاز ويطلبان الطعام من إيفو، الذي يصطحبهما إلى بيته القريب من الورشة، وأثناء إعداد الطعام يسأله أحمد (جيورجي ناكاشيدزه) عن وجوده في هذه المنطقة التي هاجر كل سكانها إلي موطنهم الأصلي إستونيا هربا من الحرب، ولماذا يقوم بأعمال النجارة، ويقوم إيفو بتوضيح الأمر حيث أنه يقوم بصناعة صناديق خشبية لجاره المزارع مارجوس (ايلمو نوجانين)، لتعبئة اليوسفي الموجود بكميات كبيرة على الأشجار ولابد من جمعه.  يحمل المسلحان الطعام وينصرفا، ويسمع إيفو أصوات طلقات نارية، ويسارع إلى الخارج ليجد آثار معركة تمت بين أحمد وزميله ضد مقاتلين جورجيين، وتسفر المعركة عن مصرع الجميع الا أحمد الذي يصاب في صدره، ويظهر مارجوس ليساعد إيفو في دفن الموتى، وتتحرك واحدة من الجثث، انه أحد القتلى الجورجيين، انه نيكا (ميخيل مسخي).
يستدعي إيفو طبيب لإخراج قذيفة من رأس نيكا، ويستمر إيفو ومارجوس في رعاية أحمد ونيكا، بينما يتعهد كلاهما بقتل بعضهما البعض بمجرد أن يكون لديهما القوة، ويحذرهم إيفو ويأخذ تعهدًا من كل منهما بعدم تفعيل أي إنتقام تحت سقف بيته. ينشأ قدر كبير من التوتر بين العدوين عندما يبدأ تعافيهم على مدى عدة أيام في نفس المنزل الصغير، وببطء، يبدأ الاثنان في التعرف على الإنسانية والشرف في بعضهما البعض، وفي ظل الوصاية الأخلاقية لكبيرهم إيفو، ينتقل الاثنان من الكراهية والعداء إلى الإحترام والصداقة الحميمة. يحضر بعض الجنود الأبخاز إلى منزل إيفو، الذي يقنع أحمد بإخبارهم أن نيكا هو أيضًا مواطن شيشاني مثله، لكن جرح رأسه جعله غير قادر على الكلام. يقيم الجيش الشيشاني معسكرًا في الجوار، ويعرض قائد الجيش مساعدة مارجوس في جمع اليوسفي. يحدث قصف مكثف على معسكر الجيش وأيضا منطقة أشجار اليوسفي، ويفقد مارجوس كل ما يملك، وهنا يعرض أحمد على مارجوس مبلغًا كبيرًا من المال حصل عليه من قتاله مع المرتزقة، لكن مارجوس يرفض الأموال التي «صنعت بهذه الطريقة» على حد قوله. تصل القوات البرية الروسية المتحالفة مع الأبخاز والشيشان في وقت لاحق إلى منزل إيفو، ويصادفهم أحمد ومارجوس خارج البيت، ويتهم الروس أحمد زوراً بأنه جورجي، وحين يهم قائد الجنود بإصدار الأمر بإعدام أحمد، يطلق عليهم نيكا النار من المنزل، وفي تبادل لإطلاق النار، يقتل مارجوس بنيران روسية، بينما يشارك أحمد ونيكا في قتال الروس، لكن نيكا يقتل برصاص آخر الروس الاحياء والذي يعاجله أحمد برصاصة قاتلة.
يقوم إيفو وأحمد بدفن مارجوس ونيكا، ويكشف إيفو أن جثة نيكا تقع بجوار جثة إبنه، الذي قُتل عندما اندلعت الحرب في أغسطس 1992، ويخبر إيفو أحمد أنه إذا كان هو قد مات بدلاً من نيكا، لكان دفنه بجانب ابنه أيضًا. يخبر أحمد إيفو أنه يفتقد عائلته، ويبدأ رحلته إلى المنزل في الشيشان وهو يستمع للموسيقى الجورجية على شريط كاسيت يخص نيكا

## إستقبال الفيلم
حصل الفيلم على تقييم 88٪ من موقع الطماطم الفاسدة، بناءً على 64 تعليق للنقاد بمتوسط تقييم (7.3 / 10). كتبت ويندي إيدي في التايمز البريطانية: «دراسة عميقة بهدوء لطبيعة هذا الصراع»، وكتب بيتر برادشو في الجارديان: «إنه سرد قصصي رائع وجذاب وذكي، مع بعض اللمسات الجميلة»، وكتبت فيليبا هوكر من صحيفة «العمر» الأسترالية: «الفيلم عبارة عن دراسة شخصية، مع توغل في الشخصيات، إنه عرض أخلاقي بإحساس مدروس»، وكتب ديفيد لويس من صحيفة سان فرانسيسكو كرونيكل: «بالرغم من أن الموضوعات المتعلقة بالحرب والسلام ستكون مألوفة، إلا إنها قصة جيدة وقديمة الطراز بمستوى عالٍ من الحرفية»، وأيضا توم كيو من الصحيفة الأمريكية اليومية سياتل تايمز فقد كتب: «من الصعب عدم التأثر بهذا الفيلم الذي يمكن التعامل معه وكأنه أسطورة، على الرغم من إحساس المرء المزعج بفقدان شيء ما في الفصل الثالث المتسارع للفيلم»، ومن الجريدة المجانية الأمريكية الاسبوعية «مراسل منطقة الخليج» كتب ديفيد لامبل: «أجد دراما زازا أروشادزي تتغلغل ببطء، وتقدم مزارعًا بسيطًا يتحرك في هدنة محفوفة بالمخاطر بين الفصائل المتحاربة في حرب الحدود عام 1992 بين جورجيا وإستونيا».
حصل الفيلم في ميتاكريتيك على متوسط قدره 73 من أصل 100 بناءً على 18 نقداً مما يشير إلى إن النقد إيجابي بشكل عام.

## جوائز الفيلم
- حصل الفيلم في جوائز جاودي Gaudí Awards (يتم الإحتفال بها سنويًا في برشلونة) على جائزة أفضل فيلم أوروبي يناير 2016.[20]

- حصل من جوائز مهرجان باري الدولي للأفلام Bari International Film Festival (مهرجان سنوي يقام منذ عام 2009 في باري بإيطاليا) على جائزة أفضل فيلم أبريل 2016.[21]

- حصل في مهرجان فجر الدولي للأفلام Fajr International Film Festival (طهران - إيران) على جائزة أفضل فيلم وأفضل سيناريو في فبراير 2014.[22]

- حصل أيضا في مهرجان الأفلام الدولية في مانهايم هيدلبرج International Filmfestival Mannheim-Heidelberg، على جائزة المشاهدين وعلى جائزة خاصة.[23]

- حصل الفيلم على جائزة أفضل فيلم أجنبي عام 2015 ضمن (جوائز ساتالايت Satellite Awards) الأمريكية.[24]

- حصل أيضا في مهرجان تالين بلاك نايتس السينمائي Tallinn Black Nights Film Festival (مهرجان الفيلم السنوي الذي يقام منذ 1997 في تالين، عاصمة إستونيا) على جائزة أفضل فيلم إستوني في نوفمبر 2013.[25]

- حصل على جائزة لجنة التحكيم كأفضل فيلم حرب War on Screen في أكتوبر 2014.[23]

- حصل في مهرجان وارسو العالمي للسينما Warsaw International Film Festival (مهرجان سينمائي سنوي يقام كل شهر أكتوبر في وارسو، بولندا) على جائزة أفضل فيلم وأفضل مخرج.[26]

## وصلات خارجية
مقالات تستعمل روابط فنية بلا صلة مع ويكي بيانات